# Дор (Октябрьское сельское поселение)
Дор — деревня Ломовского сельского округа в Октябрьском сельском поселении Рыбинского района Ярославской области.
Деревня расположена в середине находящегося в окружении лесов поля на западной стороне автомобильной дороги, связывающей посёлок Лом с автомобильной дорогой P151 Ярославль—Рыбинск. Деревня стоит на расстоянии около 1 км от правого берега реки Малая Эдома, на спускаюшемся к реке склоне. Через деревню проходит дорога на северо-запад к деревне Войново, вдоль которой ориентирована единственная деревенская улица. На восток от Дора с другой стороны дороги на Лом стоит деревня Лаврово. Ближайшая деревня в сторону Лом по этой дороге Гармоново, в сторону от Лома до самой дороги Р-151 населённых пунктов нет .
Деревня Дор указана на плане Генерального межевания Борисоглебского уезда 1792 года. По сведениям 1859 года деревня Дор относилась к Романово-Борисоглебскому уезду .
На 1 января 2007 года в деревне числилось 3 постоянных жителя. Почтовое отделение посёлка Лом обслуживает в деревне 5 домов .